# Blythipicus rubiginosus
El pito herrumbroso (Blythipicus rubiginosus) es una especie de ave piciforme de la familia Picidae que habita en el sudeste asiático.

## Descripción
El pito herrumbroso mide alrededor de 23 cm de largo. Su plumaje en general es de color castaño rojizo oscuro, con tonos más vinosos en las partes superiores, y cierto listado claro en las alas. Su puntiagudo pico es amarillo y sus patas grisáceas. Los machos tienen una lista roja en los laterales de la nuca y el cuello.

## Distribución y hábitat
Se encuentra en las selvas de la península malaya, Sumatra y Borneo, distribuido por el sur de Birmania y Tailandia, Indonesia, Malasia, Brunéi y Singapur.